# ستيفان تيشكيفيتش
ستيفان يوجينيوس تيسكسفيتش، حامل شعار نبالة ليليفّا البولندي، (ولد في 24 نوفمبر 1894 في وارسو، وتوفي في 6 فبراير 1976 في لندن) كان من النبلاء البولنديين، ومالك أراض (إقطاعيًّا)، ومهندسًا ومخترعًا ومن أوائل رواد صناعة السيارات في بولندا. منح أوسمة المحاربين في كل من الحربين العالميتين والحرب البولندية البلشفية وكان ناشطًا اجتماعيًّا. بعد عام 1945، أصبح منفيًّا، وتحول للنشر والسياسة كعضو في المجلس الوطني البولندي في لندن. كان مخترعًا مكرمًا عالميًّا حتى نهاية حياته.

## خلفية تاريخية
كان ستيفان أول الأبناء الذكور وثاني أبناء الكونت فلاديسلاف تيشكيفيتش وزوجته الأميرة كريستينا ماريا لوبوميرسكا. لم تكن العائلة من النبلاء وحسب، بل كانوا من طبقة الماغنيت (الطبقة الأرستقراطية من نبلاء بولندا)، وكان ستيفان آخر وريق لهم لأرض لاندفاروف التي تقع على أراضٍ تابعة حالياًّ لليثوانيا. كانت أخته الكبيرة صوفيا روزا مشهورةً بجمالها الفاتن وتزوجت الكونت كليمنس بوتوكي. أظهر ستيفان منذ طفولته مهارةً كبيرةً فيما يتعلق بالتقنيات. استطاع بعمر 14 عامًا أن يحصل على رخصة قيادة احترافية في ميلان. في عام 1911، حين كان يبلغ 17 عامًا من العمر فقط، حصل على براءتي اختراع لأنظمة تسخين، إحداهما للسيارات، والأخرى للآلات الطائرة. في عام 1913 بدأ دراساته الجامعية في المرحلة الأولى في الهندسة في جامعة أوكسفورد.

### الحرب العالمية الأولى والثورة الروسية
كان في بولندا خلال عطلته الصيفية الأولى من أوكسفورد، حين أعلنت الحرب العالمية الأولى. لم يرجع أبدًا إلى مدينة أوكسفورد، مدينة الأبراج الحالمة، بل تطوع في الفرع الروسي من الصليب الأحمر الدولي. منح وسام القديس جورج لشجاعته الاستثنائية في إنقاذ سبعة جنود ذوي إصابات خطيرة تحت النار. في عام 1915 التحق بالجيش. كان في فيلق باج في سانت بطرسبرغ. كان منذ أواخر عام 1916 معاون الجنرال الدوق الأكبر نيكولاي رومانوف، قائد الجبهة القوقازية. التقى بابنة زوجة الدوق نيكولاي، والتي كانت أيضًا منسوبةً لعدة عوائل ملكية في أوروبا، الأميرة إيلينا من لوشتنبرغ (1829-1971). كانت ابنة جورج ماكسيميليانوفيتش، الدوق السادس للشتنبرغ والأميرة أناستازيا أميرة الجبل الأسود (مونتينيغرو). تزوجا في يالتا في يوليو 1917. نجا للزوجين طفلة وحيدة، هي الكونتيسة ناتاليا تيشكيفيتش (1921-2003)، التي أمضت لاحقًا الكثير من حياتها في سويسرا.
كان تيشكيفيتش وزوجته في القرم عند اندلاع ثورة أكتوبر. كان ستيفان قادرًا على مساعدة العديد من أبناء بلده على المغادرة من هناك والعودة إلى بولندا. غادر هو نفسه شبه الجزيرة مع زوجته على متن سفينة بريطانية مع أعضاء آخرين منتسبين ولو بقرابة بعيدة للعائلة الملكية الروسية، بعد تمكن الملك جورج الخامس من الانتصار على رئيس الوزراء البريطاني المقاوم آنذاك، لويد جورج، لإنقاذهم.

### عشرينيات القرن العشرين
بعد إقامة قصيرة في إيطاليا، عاد تيشكيفيتش إلى أراضيه المسماة لاندفاروف في بولندا في عام 191. بعدها بقليل، اندلعت الحرب البولندية البلشفية وتطوع تيشكيفيتش مع الخيالة في منطقة ويلنو. شارك في عام 1921 كمفوض عن قائد الجيش البولندي في بعثة عصبة الأمم المكلفة بتحديد الجبهة البولندية الليثوانية الجديدة. غادر تيشكيفيتش بعد ولادة ابنته باتجاه باريس لاستكمال دراساته الأكاديمية التي قوطعت قبلها بسبع سنوات في أوكسفورد. سجل عام 1921 في مدرسة باريس للعلوم السياسية للحصول على شهادة في العلوم السياسية وحضر في الوقت نفسه محاضرات المدرسة المركزية للفنون والصناعات في مجال تكنولوجيا السيارات.